# Gildo Insfrán
Gildo Insfrán (Laguna Blanca, Formosa; 19 de enero de 1951) es un político y veterinario argentino perteneciente al Partido Justicialista, que ocupa el cargo de Gobernador de la provincia de Formosa desde el 10 de diciembre de 1995. Ha sido reelecto de manera consecutiva en 1999, 2003, 2007, 2011, 2015, 2019 y 2023. Previamente ocupó el cargo de vicegobernador durante el mandato de Vicente Bienvenido Joga (1987-1995), lo que lo convierte en la persona que más tiempo continuo ha integrado la fórmula gubernativa de una provincia argentina, con 37 años, 6 meses y 20 días en el cargo.
Resultó elegido como diputado provincial para el período 1983-1987 en las elecciones provinciales de 1983, que significaron la vuelta de la democracia. Pero antes de la democracia le envío una carta al poder militar pidiendo trabajo en el Ministerio de salud. En las elecciones de 1987 fue elegido vicegobernador en fórmula con Vicente Joga, siendo ambos reelegidos tras una reforma constitucional en 1991. Imposibilitado para presentarse a un tercer mandato, Joga respaldó la candidatura de Insfrán, basándose en una interpretación constitucional, y este resultó elegido como el tercer gobernador formoseño desde la restauración de la democracia, asumiendo el cargo el 10 de diciembre de 1995 con el exgobernador Floro Eleuterio Bogado como vicegobernador. Tras un distanciamiento con Joga, Insfrán logró una nueva interpretación constitucional que le permitió presentarse a la reelección, triunfando abrumadoramente y reteniendo el control tanto de la provincia como del justicialismo formoseño. En 1999 logró una reforma constitucional que eliminó definitivamente el límite de mandatos del ejecutivo formoseño, permaneciendo sin abandonar el cargo desde entonces.
Durante la primera etapa de su gobierno formó parte del sector del peronismo conducido por Carlos Menem, presidente de la Nación al momento de su asunción, pero posteriormente logró un acercamiento con el kirchnerismo y se mantuvo profundamente ligado a los gobiernos del Frente para la Victoria (2003-2015). Se ha mantenido como una figura controvertida a nivel nacional y provincial. Bajo su liderazgo, el Partido Justicialista formoseño ganó consecutivamente las ocho elecciones gubernativas consecutivas de (1995, 1999, 2003, 2007, 2011, 2015, 2019 y 2023), en la mayoría con casi tres cuartos de los votos, y su mandato ha gozado de amplia aprobación pública. Sin embargo, medios de comunicación y figuras de la oposición nacional y provincial (incluyendo a Mauricio Macri, Presidente de la Nación Argentina entre 2015 y 2019) han criticado su largo gobierno como una "monarquía de facto", a la que le atribuyen características «feudales». Ha sido acusado de corrupción, así como de incrementar deliberadamente la dependencia de la población formoseña hacia el sector público, impidiendo un desarrollo privado sostenible en la provincia y de disminuir la independencia del poder judicial, a fin de incrementar su poder político. Insfrán ha rechazado estas críticas, sobre todo las dirigidas a su continuidad en el poder, sosteniendo que en Formosa no hay elecciones indefinidas, sino que son elecciones cada cuatro años donde "cada formoseño tiene igualdad de posibilidades", y particularmente acusó al gobierno de Macri de querer intervenir su provincia.

## Biografía

### Primeros años
Gildo Insfrán nació el 19 de enero de 1951, en la localidad de Laguna Blanca, provincia de Formosa, Argentina. Estudió veterinaria en la Universidad Nacional del Nordeste. Durante su estadía en la universidad entre finales de la década de 1960 y comienzos de la de 1970, Insfrán inició su militancia política en el Partido Comunista Revolucionario (PCR), fuerza minoritaria de carácter maoísta. Sin embargo, antes de finalizar sus estudios ya se había afiliado al recientemente legalizado Partido Justicialista (PJ). Antes de comenzar formalmente su actividad política institucional, ejerció su profesión como veterinario.

### Vida privada
Estuvo casado con Teresa Baldús, con la cual tuvo tres hijos, de los cuales el varón se suicidó a los 17 años en 2003.

### Comienzos en política
Su carrera política inició en febrero de 1978, tras enviar una carta solicitando trabajo al gobernador de facto de la provincia en ese entonces, el general Juan Carlos Colombo, exgobernador de Formosa durante la última dictadura militar. Así, Insfrán asumió como funcionario dentro del Ministerio de Asuntos Agropecuarios y Recursos Naturales de la provincia el 5 de mayo de 1978, permaneciendo en el cargo hasta renunciar poco antes de octubre de 1983 para presentarse en las elecciones legislativas de la provincia de ese año, en las cuales se presentó como candidato a diputado provincial en la legislatura de Formosa por el Partido Justicialista, ocupando el quinto lugar en su lista. El justicialismo triunfó con el 42,83% de los votos, resultando Insfrán elegido diputado. Debido al sistema escalonado empleado en la elección de legisladores provinciales, Insfrán solo cumpliría la mitad de un mandato constitucional legislativo, hasta la renovación parcial de 1985. En dichas elecciones se presentó a la reelección, obteniendo la lista que integraba una victoria sumamente estrecha contra la opositora Unión Cívica Radical, del 44,95% contra el 44,06%, pero de todas formas siendo fácilmente reelecto para un mandato completo hasta 1989.
Insfrán accedió a la candidatura a vicegobernador como compañero de fórmula de Vicente Bienvenido Joga en las elecciones provinciales de 1987, como candidatos de la coalición "Frente de la Victoria", obteniendo la dupla un estrecho triunfo con el 52,94% de los votos contra el 46,38% de la fórmula radical encabezada por Alberto Ramón Maglietti. Insfrán renunció como diputado provincial el 19 de noviembre, entregando su banca a Demetrio de Jesús Soria, para jurar como vicegobernador el 10 de diciembre de 1987. Tras una reforma constitucional, Joga e Insfrán lograron un segundo mandato en 1991 con el 44,25% de los votos, superando holgadamente a Maglietti y a su predecesor en la gobernación, Floro Bogado, que se presentó por el disidente Partido Auténtico Formoseño (PAF).

### Gobernación de Formosa
En 1995 formó su propio partido, afiliado al justicialismo y se presentó a las elecciones para gobernador de la provincia. Se dice que Vicente Joga  y Gildo Insfrán habían hecho un pacto para alternarse en los cargos de gobernador y vicegobernador. Insfrán fue elegido como gobernador por un período de cuatro años gracias a la Ley de Lemas que había sido instaurada en 1987.

#### Reelecciones
El gobernador manifestó sus deseos de competir en las siguientes elecciones para ser reelegido nuevamente, lo que provocó un quiebre en las relaciones amistosas que mantenía con Joga quien también quería competir por la gobernación, este desacuerdo llevó a un enfrentamiento entre ambos congresistas. En noviembre de 1998 el máximo tribunal provincial le permitió a Insfrán postularse para gobernador de nuevo. Esta resolución se tomó tras el pedido de acción declarativa que Joga y la Unión Cívica Radical presentaron ante la corte para inhabilitar a Insfrán como candidato a gobernador. Joga solicitó a la justicia que interpretara el artículo 129 de la Constitución provincial el cual establece que “una fórmula para la gobernación de Formosa puede ser reelecta sólo una vez”. Al comenzar 1999, el diputado provincial Armando Cabrera denunció a Carlos Gerardo González, el juez del Superior Tribunal de Justicia de Formosa, luego de que la tensión estallara dentro del Partido Justicialista durante la primera semana de marzo cuando los colaboradores de Insfrán acusaron a González de robar el expediente judicial.
El 3 de marzo, el juez penal Ceferino Arroquigaray ordenó detener al juez Carlos González y allanar sus oficinas para incautar el expediente. González fue arrestado en horas de la mañana cerca de su casa cuando iba conduciendo en su auto que fue interceptado por la policía y fue llevado al cuartel central de bomberos de Formosa, considerándose a este hecho como un “escándalo institucional”, ya que un juez sólo puede ser detenido si se lo destituye previamente mediante un juicio político o si es sorprendido en la comisión de un delito. Aproximadamente un mes antes de los comicios del 26 de septiembre, hubo una riña entre los que apoyaban a Insfrán y los que apoyaban a Joga dentro de la Legislatura de Formosa. En consecuencia, el gobernador Insfrán cerró la Legislatura, lo que además le ayudó a evitar un posible juicio político que habría arruinado sus posibilidades de ser candidato. El clima de hostilidad era tan intenso que Carlos Menem y Eduardo Duhalde —quienes representaban un modelo para Insfrán y Joga respectivamente— se mantuvieron lejos de la campaña política. Para lograr la reelección, Insfrán promovió la reforma de un artículo de la Constitución de la provincia.
Durante su segundo gobierno convocó a una Convención Constituyente que reformó dicho artículo habilitando la reelección indefinida. En las elecciones de 2003 ganó con el 67,1% de los votos.
En las elecciones de 2007 resultó reelecto nuevamente con un 75% de los votos. El 12 de diciembre a las 10:46 horas Insfrán tomó juramento para asumir como gobernador por los próximos cuatro años.
El 30 de junio de 2011 Gildo Insfrán cambió la Ley de Lemas. El proyecto para eliminar el sistema de sublemas únicamente en la categoría de Gobernador fue presentado por el diputado Alberto Sánchez en la Legislatura, con el argumento de que ese cambio responde “al pedido de la sociedad de clarificar el sistema electoral”. Pero los candidatos que compiten contra Insfrán aseguraron que la reforma de la Ley de Lemas lejos de favorecer el pluralismo, facilita al gobernador Gildo Insfrán ser reelegido nuevamente porque el gobernador no quiere arriesgarse a perder las elecciones provinciales ante el partido rival del Frente Amplio. Ricardo Buryaile, un diputado por la Unión Cívica Radical, afirmó que "el gobierno quedó claramente debilitado: reformó la ley de lemas porque perdía las elecciones". A pesar de las protestas de los integrantes de la oposición el proyecto se aprobó por la mayoría oficialista en media hora.
El 23 de octubre Insfrán triunfó por quinta vez consecutiva en los comicios generales con el 76% de los sufragios. Una parte de la prensa de la provincia denunció una serie de incidentes en la zona de Ingeniero Juárez antes de los comicios. El portal de noticias Opinión Ciudadana reportó que incendiaron la camioneta de José Palma, un allegado a Francisco Nazar, el sacerdote católico que competía contra Insfrán por la gobernación. El día jueves por la noche, tres días antes de los comicios, el candidato a intendente José Luis Maldonado por el partido Frente Amplio y compañero de Nazar fue agredido con un arma blanca por un puntero político. El día sábado 15 falleció Pablo Egues, la autoridad de la Comunidad Wichí Esperanza, debido a la extorsión que sufrió en sus últimos días por parte del intendente Cristino Mendoza, quien irrumpió en su hogar acompañado por un grupo de matones para forzar a Egues a entregar los DNI de las personas de su comunidad indígena con el fin de usarlos en las elecciones, pero Egues se resistió y la violencia llegó al extremo cuando el intendente destruyó la vivienda de Egues con su automóvil. Este trágico acontecimiento fue repudiado por la Asamblea Permanente por los Derechos Humanos. De todos modos también se denunció que los aborígenes de la comunidad Wichí Barrio Viejo fueron retenidos y obligados a votar. Paralelamente, la AMRA-Foro Médico Ciudadano de Formosa, acreditada para participar en las elecciones como uno de los observadores, dio a conocer un informe que revela que un total de 10 mil paraguayos (entre ellos un funcionario del gobierno de Paraguay) cruzaron al territorio formoseño para votar en los comicios, esto en sólo dos de los pasos fronterizos sin incluir la Pasarela de la Amistad donde los peatones entran sin pasar por ningún control. Personas cercanas al entorno de Insfrán sostuvieron que los comicios se realizaron con normalidad y que el 67,3 por ciento del padrón participó en las urnas. Gildo Insfrán asumió el 11 de diciembre para el período 2011-2015.
Para los comicios del 25 de octubre de 2015, Insfrán resultó vencedor con el 73,3% de los votos, llegando así a su sexto mandato consecutivo.
En las elecciones primarias (PASO) de 2017 se comunicó que la justicia electoral usaría en la provincia un sistema para registrar la huella digital de las personas que voten con el fin de prevenir fraude electoral, debido a los reportes de extranjeros de nacionalidad paraguaya que han cruzado la frontera con Argentina para votar en Formosa.
En las elecciones provinciales de 2019, fue elegido por séptima vez obteniendo el 70,64% de los votos en las elecciones realizadas el 16 de junio, teniendo como nuevo vicegobernador al joven Eber Solís, cargo que estuvo vacante por la muerte de Floro Bogado en 2017.
En 2023, logró el octavo triunfo ininterrumpido con el 69,97% de los votos.

#### Obra pública
Desde el comienzo de su gobierno Insfrán se dedicó a la construcción de infraestructura pública, como los «techos azules» en todo el territorio provincial, pertenecientes a escuelas, colegios, hospitales, comisarías y otras oficinas gubernamentales.
En mayo de 2003, el en ese entonces presidente Néstor Kirchner arribó a la provincia y firmó junto a Insfrán el Acta de Reparación Histórica, con la cual la Presidencia de la Nación se comprometía a saldar antiguas deudas con Formosa, sobre todo en materia de infraestructura. Fue así que se concretó la pavimentación de la Ruta Nacional N.º81 «Padre Pacífico Scozzina», que une la capital provincial con la vecina provincia de Salta, además de otras obras.
Durante su gestión se inauguró una planta de agua potable que aumentó la capacidad de riego para las localidades de El Potrillo y de El Favorito. Además, se terminó de enlazar a la totalidad de las poblaciones aborígenes y criollas de esa porción del departamento Bermejo y las de Ramón al sistema integrado del servicio de energía eléctrica provincial, logrando que dispongan de luz las 24 horas del día.
Durante su gestión se construyeron dos nuevos hospitales en el interior de Formosa, entre ellos el de El Espinillo y Laguna Blanca, inaugurados en 2013 y 2023, respectivamente.

#### Pandemia de COVID-19
Durante el transcurso de la pandemia desatada por COVID-19, Gildo Insfrán decidió imponer una política de circulación estricta que redujo las actividades comerciales y sociales. Su ministro de gobierno dijo que las personas que accedan a Formosa desde lugares donde circula el virus serían detenidas y confinadas en un hotel que deberán pagar con su propio bolsillo. También dispuso el cierre total de los límites interprovinciales de Formosa para hacer frente a la crisis, lo cual provocó fuertes críticas a su administración.
En un principio las medidas establecidas redujeron notablemente los contagios, convirtiendo a Formosa en una de las dos provincias menos afectadas por el brote de la enfermedad junto con Misiones, registrando apenas 191 contagios y una sola víctima fatal desde marzo de 2020 según la agencia Télam, con el primer contagio registrado en junio. No obstante, los métodos usados para afrontar la pandemia no contemplaron a la gente que necesitaba ingresar a Formosa y se dieron numerosos casos de personas que quedaron abandonadas en los límites fronterizos de la provincia durante días e incluso meses desde el inicio del brote. El 13 de noviembre Insfrán habló por primera vez en público durante la inauguración de una escuela de frontera como parte de su acto de campaña y defendió las medidas adoptadas. Respondió a las críticas a su gestión sobre la pandemia destacando que en su provincia construyen escuelas públicas con características que no se ven en otros lugares del país y les pidió a los argentinos que critican su manera de combatir la pandemia que “recapaciten” porque todos están viviendo una situación difícil que no es normal, en esa línea remarcó que “cuando hay situaciones excepcionales las medidas que se deben tomar también deben ser excepcionales” y advirtió que “el derecho a la salud y a la vida están por encima del de la libre circulación”. Por último trató de convencer a la opinión pública de aceptar los métodos adoptados aludiendo a las declaraciones de Alberto Fernández, quien había dicho que la vacuna contra el covid estaría lista antes de fin de año.
La muerte de Mauro Ledesma fue una de las tragedias más resonantes que se dio a conocer en los medios en octubre de 2020. El joven de 23 años que residía en San Martín, Chaco, necesitaba ver a su hija de dos años que en ese momento vivía en El Colorado. Pero, como a la gran mayoría, las autoridades formoseñas le negaron el paso y Ledesma intentó conseguir un permiso de ingreso durante meses sin obtener ninguna respuesta del gobierno de Insfrán. El hombre no pudo soportar la angustia por no ver a su hija e intentó ingresar a Formosa cruzando a nado el Río Bermejo pero murió ahogado. También se conoció el caso de un hombre que había perdido su empleo en Buenos Aires y necesitaba llegar a Formosa para brindarle asistencia familiar a su esposa que había dado a luz a su tercera hija. Él viajó en su automóvil que se descompuso en el camino y tuvo que continuar el viaje por la ruta a pie durante varios kilómetros, hasta que finalmente consiguió que un camionero lo acerque hasta Florencia, donde las autoridades provinciales le negaron la entrada y quedó varado en la ruta durante 50 días a pesar de explicar sus motivos y solicitar el permiso de ingreso el 23 de marzo. El hombre estaba tan desesperado que dijo estar dispuesto a arriesgar su vida cruzando el Río Bermejo para ver a su hija. Otro caso fue el de un hombre, también desempleado, que viajó a la provincia desde Córdoba con su esposa y hijo, y permanecieron varados en la ruta durante 17 días hasta que la justicia le ordenó al gobierno de Insfrán que deje entrar a la familia en un plazo de 72 horas, pero aun después de haber conseguido el permiso de ingreso, su situación no mejoró ya que fueron obligados a cumplir 14 días de cuarentena en un centro de aislamiento en condiciones insalubres, infectado de insectos e incluso serpientes.
En la noche del 21 de octubre hubo una marcha hasta la gobernación en reclamo contra las restricciones impuestas por Gildo Insfrán y los manifestantes (entre los que estaban los familiares de los varados) pidieron que se libere el ingreso a Formosa. A raíz del daño y el perjuicio ocasionado, los ciudadanos presentaron una acción de amparo colectivo ante la justicia, y la Corte Suprema le requirió al Gobernador de Formosa un informe sobre la cantidad precisa de las personas que ingresaron a la provincia desde que se implementaron las restricciones a la circulación.

#### Gabinete
El gobierno de Insfrán cuenta con los siguientes ministerios con sus correspondientes titulares:
| Gabinete de ministros de Gildo Insfrán                             | Gabinete de ministros de Gildo Insfrán                                   | Gabinete de ministros de Gildo Insfrán |
| Ministerio                                                         | Titular                                                                  | Período                                |
| ------------------------------------------------------------------ | ------------------------------------------------------------------------ | -------------------------------------- |
| Jefatura de Gabinete de Ministros                                  | Antonio Emérito Ferreira                                                 | 2013 -                                 |
| Ministerio de Gobierno, Justicia, Seguridad y Trabajo              | Jorge Abel González Lorenzo Elvio Borrini                                | 2007 - 1999 - 2007                     |
| Ministerio de la Producción y Ambiente                             | Osvaldo Alejandro García Raúl Omar Quintana Luis Basterra                | 2019 - 2009 - 2019 2003 - 2009         |
| Ministerio de Economía, Hacienda y Finanzas                        | Jorge Oscar Ibáñez Inés Beatriz Lotto de Vecchietti                      | 2011 - 2005 - 2011                     |
| Ministerio de Desarrollo Humano                                    | Aníbal Francisco Gómez José Luis Décima Aníbal Francisco Gómez           | 2019 - 2011 - 2019 2003 - 2011         |
| Ministerio de Cultura y Educación                                  | Luis Basterra Alberto Marcelo Zorrilla Olga Isabel Comello de Cabrera    | 2021 - 2023 2011 - 2021 2006 - 2011    |
| Ministerio de Planificación, Inversión, Obras y Servicios Públicos | Daniel Marcos Malich Jorge Alberto Jofré                                 | 2015 - 2011 - 2015                     |
| Ministerio de Turismo                                              | Silvia Alejandra Segovia Gustavo R. Fernández Patri Alberto Andrés Areco | 2019 - 2015 - 2019 2005 - 2015         |
| Ministerio de la Comunidad                                         | Gloria Marizza Giménez Aníbal Francisco Gómez Telesforo Villalba         | 2019 - 2015 - 2019 2011 - 2015         |
| Ministerio de la Secretaría General del Poder Ejecutivo            | María Cecilia Guardia Mendonca Rodrigo Emmanuel Vera                     | 2013 - 2012 - 2013                     |